# Länsväg 320
De Zweedse weg 320 (Zweeds: Länsväg 320) is een provinciale weg in de provincies Jämtlands län en Västernorrlands län in Zweden en is circa 99 kilometer lang.

## Plaatsen langs de weg
- Kälarne
- Sörbygden
- Kovland

## Knooppunten
- Länsväg 323 bij Kälarne (begin)
- Riksväg 86 bij Kovland (einde)